# Giải vô địch bóng đá U-19 Đông Nam Á 2014
Giải vô địch bóng đá U-19 Đông Nam Á 2014 (tiếng Anh: AFF U-19 Youth Championship 2014), cũng được gọi là Giải vô địch bóng đá U-19 Đông Nam Á – Cúp Nutifood 2014 vì lý do tài trợ, là mùa giải thứ 12 của Giải vô địch bóng đá U-19 Đông Nam Á do Liên đoàn bóng đá Đông Nam Á tổ chức. Giải đấu lần này diễn ra tại Việt Nam từ ngày 5 tháng 9 đến ngày 13 tháng 9 năm 2014 với chỉ 6 đội tham dự. Các nhà tài trợ chính của giải đấu là Nutifood và Hoàng Anh Gia Lai.

## Lựa chọn chủ nhà
Việt Nam đã được Ban thi đấu AFF trao quyền đăng cai tổ chức giải đấu trong cuộc họp tại Phnôm Pênh, Campuchia vào ngày 9 tháng 11 năm 2013. Đây là lần thứ 5 Việt Nam trở thành chủ nhà của giải U-19 Đông Nam Á.

## Địa điểm
Tất cả các trận đấu diễn ra tại Sân vận động Quốc gia Mỹ Đình, Hà Nội.
| Hà Nội                        |
| ----------------------------- |
| Sân vận động Quốc gia Mỹ Đình |
| Sức chứa: 40.192              |
| Sân vận động Quốc gia Mỹ Đình |

## Các đội tham dự
Chỉ có 6 đội tuyển tham dự giải đấu lần này. Úc, tuy đã là thành viên chính thức của AFF từ năm 2013, nhưng tham dự giải với tư cách là khách mời cùng với Nhật Bản.  

Giải U-19 lần này cũng được tổ chức như một giải đấu chuẩn bị cho Giải vô địch bóng đá U-19 châu Á diễn ra tại Myanmar sau đó một tháng, nơi cả bốn đội tuyển đến từ Đông Nam Á đều đã giành quyền tham dự. Các bảng đấu đã được xác định thông qua bốc thăm vào tháng 3 năm 2014.
| - Úc (khách mời) - Indonesia - Nhật Bản (khách mời) | - Myanmar - Thái Lan - Việt Nam (Chủ nhà) |

## Trọng tài
Dưới đây là danh sách trọng tài được phân công tại giải đấu.
| Trọng tài           | Trợ lý trọng tài                  |
| ------------------- | --------------------------------- |
| Mohd Irwan Samsudin | Somphavanh Louang Lath            |
| Hadimin Shahbuddin  | Mohd Nor Khairi Haji Hussin       |
| Đinh Văn Dũng       | Mohd Ali Haji Mohd Taib Dzulfikri |
| Mongkolchai Pechsri | Chai Lee                          |
| Suhaizi Shukri      | Beni Andriko                      |

## Vòng bảng

### Bảng A
| Đội       | Tr | T | H | B | BT | BB | HS | Đ |
| --------- | -- | - | - | - | -- | -- | -- | - |
| Myanmar   | 2  | 2 | 0 | 0 | 5  | 1  | +4 | 6 |
| Thái Lan  | 2  | 1 | 0 | 1 | 7  | 4  | +3 | 3 |
| Indonesia | 2  | 0 | 0 | 2 | 2  | 9  | −7 | 0 |

| Indonesia                  | 2–6     | Thái Lan                                                            |
| -------------------------- | ------- | ------------------------------------------------------------------- |
| Alqomar 40' · Martinus 65' | Báo cáo | Patipan 34' · Atthawit 43', 59' · Sittichok 69', 78' · Piyapong 89' |

| Thái Lan    | 1–2     | Myanmar                       |
| ----------- | ------- | ----------------------------- |
| Nopphon 87' | Báo cáo | Aung Thu 47' · H. H. Aung 63' |

| Myanmar                             | 3–0     | Indonesia |
| ----------------------------------- | ------- | --------- |
| N. C. Aung 19' · M. M. Soe 32', 64' | Báo cáo |           |

### Bảng B
| Đội      | Tr | T | H | B | BT | BB | HS | Đ |
| -------- | -- | - | - | - | -- | -- | -- | - |
| Nhật Bản | 2  | 2 | 0 | 0 | 7  | 5  | +2 | 6 |
| Việt Nam | 2  | 1 | 0 | 1 | 3  | 3  | 0  | 3 |
| Úc       | 2  | 0 | 0 | 2 | 3  | 5  | −2 | 0 |

| Việt Nam               | 1–0     | Úc |
| ---------------------- | ------- | -- |
| Nguyễn Công Phượng 88' | Báo cáo |    |

| Úc                                        | 3–4     | Nhật Bản                                       |
| ----------------------------------------- | ------- | ---------------------------------------------- |
| Galloway 14' · Ascroft 51' · Skapetis 90' | Báo cáo | Yamato 44' · Masaya 45+1', 58' · Daisuke 90+3' |

| Nhật Bản                             | 3–2     | Việt Nam                                     |
| ------------------------------------ | ------- | -------------------------------------------- |
| Yosuke 57' · Masaomi 84' · Shota 88' | Báo cáo | Nguyễn Văn Toàn 22' · Nguyễn Công Phượng 90' |

## Vòng đấu loại trực tiếp

### Sơ đồ
|  | Bán kết                      | Bán kết  |                              |   | Chung kết | Chung kết |
|  |                              |          |                              |   |           |           |
|  | 11 tháng 9 năm 2014 - Hà Nội |          |                              |   |           |           |
|  |                              |          |                              |   |           |           |
|  | Nhật Bản                     | 2        |                              |   |           |           |
|  | Nhật Bản                     | 2        | 13 tháng 9 năm 2014 - Hà Nội |   |           |           |
|  | Thái Lan                     | 1        |                              |   |           |           |
|  | Thái Lan                     | 1        | Nhật Bản                     | 1 |           |           |
|  | 11 tháng 9 năm 2014 - Hà Nội |          | Nhật Bản                     | 1 |           |           |
|  |                              | Việt Nam | 0                            |   |           |           |
|  | Myanmar                      | Việt Nam | 0                            | 1 |           |           |
|  | Myanmar                      |          |                              | 1 |           |           |
|  | Việt Nam                     | 4        |                              |   |           |           |
|  | Việt Nam                     | 4        | Tranh hạng ba                |   |           |           |
|  |                              |          |                              |   |           |           |
|  | 13 tháng 9 năm 2014 - Hà Nội |          |                              |   |           |           |
|  |                              |          |                              |   |           |           |
|  | Thái Lan                     | 1        |                              |   |           |           |
|  | Thái Lan                     | 1        |                              |   |           |           |
|  | Myanmar                      | 0        |                              |   |           |           |

### Bán kết
| Nhật Bản                | 2–1     | Thái Lan      |
| ----------------------- | ------- | ------------- |
| Masaya 3' · Masaomi 38' | Báo cáo | Sittichok 86' |

| Myanmar      | 1–4     | Việt Nam                                                                              |
| ------------ | ------- | ------------------------------------------------------------------------------------- |
| Aung Thu 54' | Báo cáo | Nguyễn Tuấn Anh 30' · Lương Xuân Trường 39' · Nguyễn Văn Toàn 51' · Phan Văn Long 65' |

### Tranh hạng ba
| Thái Lan      | 1–0     | Myanmar |
| ------------- | ------- | ------- |
| Patipan 90+1' | Báo cáo |         |

### Chung kết
| Việt Nam | 0–1     | Nhật Bản  |
| -------- | ------- | --------- |
|          | Báo cáo | Genta 75' |

## Thống kê

### Vô địch
| Vô địch Giải vô địch bóng đá U-19 Đông Nam Á 2014 |
| ------------------------------------------------- |
| Nhật Bản Lần thứ 1                                |

### Cầu thủ ghi bàn
Đã có 37 bàn thắng ghi được trong 10 trận đấu, trung bình 3.7 bàn thắng mỗi trận đấu.
3 bàn thắng
- Okugawa Masaya
- Sittichok Kannoo

2 bàn thắng
- Nakano Masaomi
- Maung Maung Soe
- Aung Thu
- Atthawit Sukchuai
- Patipan Pinsermsootsri
- Nguyễn Công Phượng
- Nguyễn Văn Toàn

1 bàn thắng
- Harry Ascroft
- Peter Skapetis
- Scott Galloway
- Alqomar Tehupelasury
- Martinus Novianto Ardhi
- Ideguchi Yosuke
- Kaneko Shota
- Ochi Yamato
- Takagi Daisuke
- Omotehara Genta
- Htike Htike Aung
- Nyein Chan Aung
- Piyapong Homkhajon
- Nopphon Phonkham
- Nguyễn Tuấn Anh
- Lương Xuân Trường
- Phan Văn Long